# や行
や行（やぎょう）とは、日本語の五十音図における8番目の行をいう。仮名の「や」「い(𛀆)」「ゆ」「え(𛀁)」「よ」で構成され、それぞれの仮名は日本語の1音節または1モーラを表す。「い」と「え」は、あ行と重複するので空欄とすることが多い。

## 発音
「や」「ゆ」「よ」は、子音と母音から成り、頭子音の音素は/y/または/j/で表される。これらの頭子音はいずれも母音の「い」（硬口蓋接近音[j](IPA)）の音を短くした半母音である。「い」「え」は母音のみで、頭子音がない。や、ゆ、よ のローマ字表記は日本式・ヘボン式ともに ya yu yo である。
歴史的仮名遣いでは「やう」「いう」「えう」と書いて、それぞれ「ヨー」「ユー」「ヨー」と読む。また、現代でも「言う」や「行く」のことを「ゆう」「ゆく」と発音することがある。以上のことから、や行はあ行の拗音であるとも言える。
「や」「ゆ」「よ」の頭子音が有声であり、また「い」「え」には頭子音がないので、や行の仮名に濁点をつけた濁音は存在しない。

## 拗音
や行の 「や」「ゆ」「よ」 は、い と ゐ を除くい段直音（清音のほか濁音、半濁音を含む）を第1字とする拗音（開拗音）の第2字として使われる。このときは、現代仮名遣いでは小さく 「ゃ」「ゅ」「ょ」 と書く。ただし、海上保安庁の巡視船名では、小書きにせずに通常の大きさで書くというルールがあるなど、現代でも小さく書かない例もある。

## や行の「え」
現代の日本語には、[j]と母音「え」を組み合わせたや行の「え」に当たる音（外来語の「イェ」）が存在せず、また1文字で表記できる仮名もない。音韻上は10世紀頃には既にあ行・や行の「え」の混同が始まり、両者とも「イェ」のように発音されるようになっていき、江戸期にはあ行の「え」に近い発音に変化した。
仮名については、10世紀以前にあ行・や行の「え」の区別が認識され、別個の文字が作られた。しかし、仮名完成から仮名遣いの確立期には既に両者の発音上の区別が失われていて、さらに使用上の区別も失われ単なる異体字として扱われるようになった。明治期には五十音図を埋める目的で、や行え段とあ行え段に別の仮名を振り分けることがあった。平仮名は変体仮名、片仮名はあ行或いはや行に「エ」を、もう一方には別の新たな片仮名を造字して当てはめるというものだったが普及しなかった。詳細はや行えの項目を参照。